# Nieuwe Leij
Le Nieuwe Leij est une petite rivière néerlandaise du Brabant-Septentrional.

## Géographie
Le Nieuwe Leij naît au confluent du Poppelse Leij et du Rovertse Leij, au sud du Goirle. Elle longe la ville de Goirle et passe dans le sud de Tilbourg à travers le Leijpark. Il passe sous le Canal Wilhelmine à l'aide d'un siphon et peu après devient le Voorste Stroom.
Le Nieuwe Leij est doublée par l'Oude Leij, un tout petit ruisseau qui en forme le lit initial.
À l'est de Goirle, le Nieuwe Leij occasionne régulièrement des inondations, empêchant la ville d'y établir de nouveaux lotissements.